# Sambuca di Sicilia
Sambuca di Sicilia er en italiensk by (og kommune) i regionen Sicilien i Italien, med omkring 5.341(2023) indbyggere. 